# Porsche Tennis Grand Prix 1981
Porsche Tennis Grand Prix 1981 - жіночий тенісний турнір, що проходив на закритих кортах з килимовим покриттям Tennis Sporthalle Filderstadt у Фільдерштадті (ФРН). Належав до турнірів 4-ї категорії в рамках Toyota Series 1981. Турнір відбувся вчетверте і тривав з 26 жовтня до 1 листопада 1981 року. Перша сіяна Трейсі Остін виграла титул в одиночному розряді, свій четвертий підряд на цих змаганнях, й отримала за це 22 тис. доларів.

## Фінальна частина

### Одиночний розряд
Трейсі Остін —  Мартіна Навратілова 4–6, 6–3, 6–4
- Для Остін це був 6-й титул за сезон і 25-й — за кар'єру.

### Парний розряд
Міма Яушовец /  Мартіна Навратілова —  Барбара Поттер /  Енн Сміт 6–4, 6–1

## Розподіл призових грошей
| Дисципліна       | П       | F       | ПФ     | ЧФ     | 1/8    | 1/16 |
| Одиночний розряд | $22,000 | $11,000 | $5,500 | $2,800 | $1,500 | $750 |

## Нотатки
1. ↑  Турніри з призовими для жінок принаймні 125 тис. доларів.[1]